# Autódromo Internacional de Guaporé
Das Autódromo Internacional de Guaporé ist eine Motorsport-Rennstrecke in der brasilianischen Stadt Guaporé. Es ist Schauplatz verschiedener Motorsportveranstaltungen, wie der Fórmula Truck.

## Geschichte
Das 3 km östlich des Stadtzentrums liegende Autodrom wurde von dem ehemaligen Piloten und Präfekten der Stadt Nelson Luis Barro konzipiert. Die Eröffnung als zunächst unbefestigte Schotterpiste erfolgte 1969. Sieben Jahre später wurde die Piste asphaltiert und am 17. Oktober 1976 in ihrer heutigen Form eingeweiht. 2010 erfolgte eine Neuasphaltierung.

## Streckenbeschreibung
Die Strecke wird gegen den Uhrzeigersinn befahren. Auf dem Gelände gibt es auch eine Kartbahn und eine Motocrossstrecke. Die Anlage umfasst auch Campingplätze, einen Spielplatz und einen kleinen Zoo.

## Veranstaltungen
Aktuell (Stand 2023) starten folgende nationale und regionale Serien auf dem Kurs:
- Formula Truck
- 6 Horas de Guaporé
- Campeonato Gaúcho de Super Turismo
- Campeonato Gaúcho de Endurance
- Campeonato Sul Brasileiro de Motovelocidade
- Superbike Gaúcho